# Милен Русков
Милен Русков е български писател и преводач от английски език. Темите на трите му издадени романа са разнообразни, засягащи късносредновековната и ранномодерна западноевропейска култура или Българското възраждане и фигурите от националноосвободителното движение.

## Биография
Роден е на 23 юни 1966 г. в Бургас. През 1995 г. завършва Софийския университет „Св. Климент Охридски“, специалност Българска филология,, след което е докторант по лингвистика в БАН.
Член е на журито за годишната награда „Кръстан Дянков“ на Фондация „Елизабет Костова“ за преводен роман от английски език през 2010 г.

## Творчество
Публикувал е четири романа, всеки от които е удостоен с различни литературни награди.
Преводите на Русков включват „Как да гледаме философски на живота“ (The Philosopher's Joke, 1909) и „Бележки за роман“ (Novel Notes, 1893) от Джеръм К. Джеръм, „Изповеди на един английски пушач на опиум“ (Confessions of an English Opium-Eater, 1821) от Томас де Куинси и „Малкият непознат“ (The Little Stranger, 2009) от Сара Уотърс.

## Признание и награди
- Романът му „Джобна енциклопедия на мистериите“ е отличен с наградата „Южна пролет“ за литературен дебют (Хасково)[9].
- Вторият роман на Русков, „Захвърлен в природата“, е отличен с Награда „ВИК“ за Роман на годината (2009). През същата година влиятелният литературен критик Светлозар Игов му връчва своята награда „Дъбът на Пенчо“[10].
- След третия си роман, „Възвишение“, Милен Русков е отличен с отличието „Златен век“ на Министерство на културата (2012)[11], с Националната награда за литература „Христо Г. Данов“ (2012),[12] националната литературна награда „Елиас Канети“ за 2017 и с Награда за литература на Европейския съюз (2014) заедно с още 12 писатели[13], определяни от национални журита (българското жури е с председател Георги Константинов и членове Владимир Зарев, Деян Енев, Жела Георгиева и първия български носител на наградата – Калин Терзийски[14]).